# Изгой
Изгой (от из-жити, праславянский корень go-i/gi 'жить', гоити — «живить», ср. былинную формулу гой еси) — древнерусский социальный термин, означавший человека, выпавшего («выжитого») из своей социальной среды. В церковном уставе Всеволода круг значений этого слова очерчен достаточно выразительно:

Три изгоя: попов сын, не знающий грамоты; холоп, из холопства выкупившийся; одолжавший купец; к этому добавим четвёртое изгойство: если князь осиротеет.
Оригинальный текст (древнерусск.)Изгои трои: поповъ сынъ грамотѣ не умѣетъ, холопъ изъ холопства выкупится, купецъ одолжаетъ; а се и четвертое изгоиство и себѣ приложимъ: аще князь осиротѣетъ.

Князем-изгоем именовался «осиротевший», лишённый удела князь, которому отец или старшие родственники не успели (из-за преждевременной смерти, см. лествичное право) передать удел. Часто князья-изгои, используя помощь кочевников, воевали с правящими князьями за тот или иной удел.
В новгородской берестяной грамоте № 789 упоминается «Доман, Тудоров изгой». Скорее всего речь идёт о выкупившемся на волю холопе, раньше принадлежавшем господину по имени Тудор. Таким образом, холоп-вольноотпущенник назывался «изгой такого-то» — подобно вольноотпущеннику в античности.
В современном русском языке слово «изгой» не имеет терминологического значения и означает человека (иногда и общественную единицу, вплоть до государства-изгоя — передача английского термина rogue state), лишённого каких-то прав в ряду себе подобных, преследуемого или игнорируемого «чужака».